# Кубарт, Тим
Тим Кубарт (англ. Tim Kubart; род. 25 июля 1984, Лонг-Айленд-Сити, Нью-Йорк, США) — американский музыкант, певец, автор песен, телеведущий и актёр.

## Биография
Тим Кубарт — основатель и солист группы «Tim and the Space Cadets» (рус. Тим и космические кадеты), исполняющей музыку, преимущественно ориентированную на детскую и семейную аудиторию. Лауреат премии «Грэмми» 2016 года за лучший альбом для детей («Home»), номинант 2019 года в той же категории («Building Blocks»).
Ведущий и продюсер детской программы «Sunny Side Up» на телеканале Sprout, номинированной на Дневную премию «Эмми» в 2016 году.
Кубарт также широко известен как Tambourine guy или Парень с бубном, благодаря участию в проекте «Postmodern Jukebox» — их ролики с кавер-версиями популярных хитов, исполненными в стиле 1920-60-х годов, собрали сотни миллионов просмотров на YouTube.

## Работы

### Фильмография
| Год       |     | Русское название                    | Оригинальное название | Роль    |
| --------- | --- | ----------------------------------- | --------------------- | ------- |
| 2003      | кор | Музыка                              | Music                 | парень  |
| 2005      | с   | Как вращается мир                   | As the World Turns    | Макс    |
| 2005      | кор | Почему Джордж?                      | Why George?           | курьер  |
| 2006      | кор | Красивая ложь                       | The Beautiful Lie     |         |
| 2007      | с   | Закон и порядок: Специальный корпус | Law & Order: SVU      | Кевин   |
| 2007      | с   | Направляющий свет                   | Guiding Light         | Уайатт  |
| 2007      | кор | Создание команды                    | Making the Team       | Грэм    |
| 2009—2010 | с   | Богатая и уставшая                  | Haute & Bothered      | Спенсер |
| 2011      | ф   | Что будет дальше                    | What Happens Next     | Пол     |
| 2014      | ф   | Гранд-стрит                         | Grand Street          | парень  |

### Видеоклипы
| Год  | Песня          | Ссылка | Примечание           |
| ---- | -------------- | ------ | -------------------- |
| 2010 | Superhero      |        |                      |
| 2012 | 2nd Grade Show |        |                      |
| 2013 | Rainy Days     |        |                      |
| 2015 | Breakfast Club |        | ft. Carly Ciarrocchi |
| 2018 | Ready For You  |        |                      |